# Carpodacus
Carpodacus (roodmussen) is een geslacht van zangvogels uit de familie van de vinkachtigen (Fringillidae). De wetenschappelijke naam van het geslacht is voor het eerst geldig gepubliceerd in 1829 door Johann Jakob Kaup. De meeste soorten uit dit geslacht worden roodmus genoemd. 

## Kenmerken
Zoals de naam al aangeeft hebben ze allemaal verschillende schakeringen rood in het verenkleed. 

## Verspreiding en leefgebied
Alle soorten komen voor op het Noordelijk Halfrond, maar de grootste soortendiversiteit wordt in Azië bereikt. De "gewone" roodmus is daarvan een goed voorbeeld, het verspreidingsgebied strekt zich uit van West-Europa tot in Oost-Azië.

## Soorten
De volgende soorten zijn bij het geslacht ingedeeld:
- Carpodacus davidianus – Chinese prachtroodmus
- Carpodacus dubius – Chinese witbrauwroodmus
- Carpodacus edwardsii – Bruine roodmus
- Carpodacus erythrinus – Roodmus
- † Carpodacus ferreorostris – Bonindikbek
- Carpodacus formosanus – Taiwanroodmus
- Carpodacus grandis – Blyths roodmus
- Carpodacus lepidus – Chinese Langstaartroodmus
- Carpodacus pulcherrimus – Himalayaprachtroodmus
- Carpodacus puniceus – Bergroodmus
- Carpodacus rhodochlamys – Roze roodmus
- Carpodacus roborowskii – Tibetaanse roodmus
- Carpodacus rodochroa – Wenkbrauwroodmus
- Carpodacus rodopeplus – Rozebandroodmus
- Carpodacus roseus – Pallas' roodmus
- Carpodacus rubicilla – Grote roodmus
- Carpodacus rubicilloides – Reuzenroodmus
- Carpodacus sibiricus – Langstaartroodmus
- Carpodacus sillemi – Sillems bergvink
- Carpodacus sipahi – Scharlaken dikbek
- Carpodacus stoliczkae – Bleke roodmus
- Carpodacus subhimachalus – Himalayahaakbek
- Carpodacus synoicus – Sinaïroodmus
- Carpodacus thura – Himalayawitbrauwroodmus
- Carpodacus trifasciatus – Witbuikroodmus
- Carpodacus verreauxii – Kleine rozebandroodmus
- Carpodacus vinaceus – Wijnroodmus
- Carpodacus waltoni – Auroraroodmus